# Шугури
Шугури — село в Цумадинском районе Дагестана. Входит в состав Шавинского сельсовета.

## География
Расположено на территории Бабаюртовского района, в 24 км к северо-востоку от села Бабаюрт.

## История
Село выросло на месте кутана Цумадинского района в зоне отгонного животноводства.

## Население
| 1989 | 2002 | 2003 | 2004 | 2007 | 2010 | 2021 |
| ---- | ---- | ---- | ---- | ---- | ---- | ---- |
| 157  | ↗211 | ↗214 | ↗240 | ↗249 | ↗284 | ↗320 |

Население села - тиндинцы